# Marlon Klein

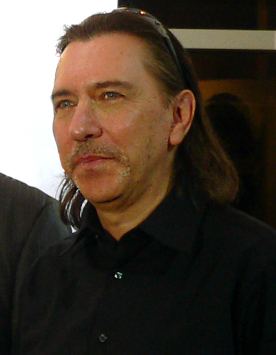
Marlon Klein, 2012

Marlon Klein (* 13. Dezember 1957 in Herford) ist ein deutscher Produzent und Musiker im Ethno-Worldbeat-Bereich. Er ist Mitbegründer der Dissidenten, einer Band, die neben Embryo aus München als Pioniere der Weltmusik gelten. Tourneen, Konzerte und Aufnahmen für zahlreiche Musikprojekte führten ihn rund um den Globus.

## Leben und Wirken
Nach Beginnen als studierender Schlagwerker im klassischen Orchester gründete Marlon Klein zusammen mit Toffi Mache 1976 die Real Ax Band und sammelte mit diesem Projekt erste weltmusikalische Erfahrungen.
1980 gründete Marlon Klein mit Uve Muellrich und Friedo Josch die Dissidenten. Dessen euro-indisches Projekt mit dem Karnataka College of Percussion (Bangalore) und dem Saxophonisten Charlie Mariano erregte Anfang der 1980er Jahre weltweite Aufmerksamkeit. 1983 wurde das bandeigene Label Exil Musik gegründet, und das musikalische Interesse richtete sich auf Nordafrika. Das Stück Fata Morgana vom Dissidenten-Album Sahara Elektrik in Zusammenarbeit mit den marokkanischen Superstars Lem Chaheb avancierte zu einem internationalen Hit, der 2001 erneut auf Platz 1 der brasilianischen Charts landete. Als Produzent und Autor schuf Klein weitere in den internationalen Charts platzierte Worldbeat-Klassiker wie Telephone Arab, Mata Hari, Lobster Song und Jungle Book.
Seit den 1980ern ist Klein als Musiker und Produzent in vielen anderen Formationen zu finden: In Jasper van’t Hofs euro-afrikanischem Projekt Pili Pili, bei dem Klein seit 1984 als Schlagzeuger und Produzent mitwirkt, produzierte er unter anderem das Album Be In Two Minds mit der Sängerin Angélique Kidjo und das Album Love Letter mit dem südafrikanischen Phikelela Sakhula Zulu Choir. Klein ist auch auf Produktionen u. a. von Gary Wright, George Harrison oder Stephan Eicher zu hören.
Nebenbei war er in der Clubszene mit Dieter Meier (Yello), Sven Väth und Oliver Lieb aktiv und ist auf diversen Remix-Compilationen wie Buddha Bar oder Putumayo unter dem Namen Apacho oder Path of Rhythm vertreten.
Aktuelle Projekte sind Tomas S. Miguel & Txalaparta (das Album Dan_Dxa landete 2006 in den Worldmusikcharts), das Bertram-Klein Duo mit der finnisch-australischen Sängerin Esther Bertram und das euro-indische Trio Peace4Paradise mit dem tamilischen Sänger Manickam Yogeswaran und dem Gitarristen Jens Fischer. In Zusammenarbeit mit den nordafrikanischen Stars Jil Jilala entstand 2008 das Dissidenten-Album The Tanger Sessions.
Marlon Klein lebt und arbeitet in Berlin und auf Ibiza.

## Musikgruppen und Projekte
| - Real Ax Band - Dissidenten - Karnataka College of Percussion - Lem Chaheb - Jil Jilala - Charlie Mariano - Jasper van’t Hof - Pili Pili - Gary Wright - George Harrison - Phikelela Sakhula Zulu Choir - Stephan Eicher | - Manfred Schoof - Dieter Meier - Yello - Sven Väth - Oliver Lieb - Tomas San Miguel - Txalaparta - Manickam Yogeswaran - Esther Bertram - Peace4Paradise - Angélique Kidjo |

Produzent für:
| - Sire Records - WEA Records - Teldec - Metronome Records - Virgin Records | - Jaro Records - Narada - Exil - Nuevos Medios |

## Musiker, mit denen Marlon Klein zusammenarbeitet
| - Karnataka College of Percussion - Louis Banks-Sangam - Trilok Gurtu - Murali Krishna - Bajka (Indien) - Gary Wright - George Harrison - Charlie Mariano - Raphael - Chuck Henderson - Jeremy Steig - Eddie Gomez - Richard Landry (USA) - Agricantus (Italien) - Stephan Eicher - Dieter Meier-Yello (Schweiz) - Annie Whitehead - Jeanne Bellestar - Manickam Yogeswaran (GB) - Karkar (Frankreich) - The Royal Orchestra-Rabat - Cherif Lamrani-Lem Chaheb - Mahmoud Sahdi-Jil Jilala - Houssaine Kili - Menana Ennaoui - Noujoum Ouazza (Marokko) - Win Kowa | - Hamid Baroudi (Algerien) - Jasper van't Hof - Eef Albers - Patricia Balrak (Niederlande) - Manfred Schoof - Nina Hagen - Uve Muellrich - Embryo - Frank Itt - Roman Bunka - 1. Futurologischer Congress - Friedo Josch - Missus Beastly - Roland Schäffer - Roland Spremberg - The Land - Toto Blanke - Peter Weniger - Norbert Dömling - Harald Grosskopf - Thomas Kessler - Oliver Lieb - The Ambush - Andreas Leifeld - Beat ’n Blow (Deutschland) - Tony Lakatos (Ungarn) | - Nicolas Fiszman - Jerrell Lamar (Belgien) - Kofi-Osibisa - Owusu Boafo (Ghana) - Alfredo Hernandez-Moldes (Kuba) - Manou Gallo (Elfenbeinküste) - Tomas San Miguel & Txalaparta (Spanien) - Areno Anuko (Nigeria) - Stella Chiweshe - Ian Hillman (Simbabwe) - Bo Stief (Dänemark) - Angelique Kidjo - Arcadius Didavi (Benin) - Dra Diarra - Sidiki Camara - Mabinti Sakho (Mali) - Rosanna & Zelia - Ivan Santos - Vange Milliet (Brasilien) - Izaline Calister - Eric Calmes (Curaçao) - Esther Betram (Australien) - Bobby Summerfield 'Johnny Clegg' - Real Happy Singers - Sakhula Zulu Choir (Südafrika) - Terrence Ngassa (Kamerun) |

## Diskografie
- 2008 Dissidenten – The Tangier Sessions (Marokko, Deutschland, Spanien) Schlagzeug, Perkussion, Keyboard, Komponist, Produzent
- 2007 Esther Bertram – Alchemy Of The Heart (Australien, Deutschland, Vereinigtes Königreich) Schlagzeug, Perkussion, Komponist, Produzent
- 2007 Spooky Tooth – Nomad Poets (Deutschland, USA, Vereinigtes Königreich) Konzertaufnahme
- 2006 Beat ’n Blow – The Sound Of Blasmusik (Deutschland) Perkussion, Produzent
- 2006 Vange Milliet – Tudo Em Mim Anda a Mil (Brasilien) Schlagzeug, Perkussion, Produzent
- 2005 Hotlips – Never Never Land (Europa) Schlagzeug, Perkussion, Komponist, Produzent
- 2005 Tomas San Miguel – Dan_Txa (Spanien) Schlagzeug, Perkussion, Produzent
- 2004 Manickam Yogeswaran – Peace for Paradise (weltweit) Schlagzeug, Perkussion, Keyboard, Komponist, Produzent
- 2004 Rosanna & Zelia – ÁGUAS-IGUAIS (Deutschland, Brasilien) Perkussion
- 2004 Pili Pili – Post Scriptum (Europa) Schlagzeug, Perkussion, Keyboard, Komponist, Produzent
- 2003 Esther Bertram – Urban Angel (Australien, Deutschland, Vereinigtes Königreich) Perkussion, Komponist, Produzent
- 2002 Dissidenten – A New Worldbeat Odyssey (weltweit) Schlagzeug, Perkussion, Keyboard, Komponist, Produzent
- 2001 Dissidenten – 2001: A Worldbeat Odyssey (weltweit) Schlagzeug, Perkussion, Keyboard, Komponist, Produzent
- 2000 Arabian Nights – Mil e Uma Noites (Som Livre, Brasilien) Musiker, Produzent
- 2000 The Real Happy Singers – Walk Softly Like A Cat (Südafrika) Produzent
- 2000 Daniel Balavoine & Stefan Eicher – Hommage (Frankreich) Schlagzeug, Programmierung
- 1999 Pili Pili – Love Letter f. Phikelela Sakhula Zulu Choir (weltweit) Schlagzeug, Perkussion, Keyboard, Komponist, Produzent
- 1999 Gary Wright – Human Love (USA) Schlagzeug, Perkussion, Keyboard, Komponist, Produzent
- 1998 Dissidenten – Live in Europe feat. Charlie Mariano (weltweit) Schlagzeug, Perkussion, Keyboard, Komponist, Produzent
- 1998 Tomas San Miguel y Txalaparta – Ten (Spanien) Schlagzeug, Perkussion, Keyboard, Komponist, Produzent
- 1997 Dissidenten – Instinctive Traveler feat. Bajka (weltweit) Schlagzeug, Perkussion, Keyboard, Komponist, Produzent
- 1996 Thomas Kessler – On Earth (Deutschland) Schlagzeug, Perkussion, Komponist
- 1996 Manickam Yogeswaran – Tamil Classics (Indien) Produzent
- 1996 Dissidenten Mixed Up Jungle mit Sven Väth, Apacho, Rhythm Ace (weltweit) Schlagzeug, Perkussion, Keyboard, Komponist, Produzent
- 1995 Pili Pili – Dance Jazz Live 1995 (Deutschland, Europa) Schlagzeug, Perkussion
- 1995 Dr.Raghavendra & KCP – Shiva Ganga (USA, Indien) Produzent
- 1994 Pili Pili Boogaloo feat. Angelique Kidjo (Benin, Niederlande) Schlagzeug, Produzent
- 1994 Gary Wright mit George Harrison – First Sign of Life (USA) Schlagzeug, Perkussion, Keyboard, Komponist, Produzent
- 1993 Raphael – The Calling (USA, Maui, Spanien) Schlagzeug, Perkussion, Keyboard, Komponist, Produzent
- 1992 Dissidenten – The Jungle Book (Deutschland, Indien) Schlagzeug, Perkussion, Keyboard, Komponist, Produzent
- 1990 Wild Orchid – Soundtrack WEA – Schlagzeug, Perkussion, Keyboard, Komponist, Produzent
- 1989 Dissidenten – Out of This World (Spanien, Marokko) Schlagzeug, Perkussion, Keyboard, Komponist, Produzent
- 1988 Dissidenten – Live In New York (USA) Schlagzeug, Perkussion, Keyboard, Komponist, Produzent
- 1987 Pili Pili – Be In Two Minds feat. Angelique Kidjo (Niederlande, Frankreich, Spanien) Schlagzeug, Perkussion, Keyboard, Komponist, Produzent
- 1986 Dissidenten Life At The Pyramids (Frankreich, Spanien, Marokko) Schlagzeug, Perkussion, Keyboard, Komponist, Produzent
- 1986 Pili Pili Jacko-Jacko, feat. Angelique Kidjo (Niederlande, Nigeria, Benin) Schlagzeug, Perkussion, Keyboard, Komponist
- 1985 Dissidenten – Arab Shadows (Marokko, Spanien) Schlagzeug, Perkussion, Keyboard, Komponist, Produzent
- 1984 Pilot Pirx & Dieter Meier (Yello) – Bungalow, Bungalow – Exzess im Bungalow (Deutschland) Schlagzeug, Perkussion, Keyboard, Komponist, Produzent
- 1984 Flucht nach Vorne – O Cubano (Deutschland) Perkussion, Produzent
- 1983 Dissidenten – Sahara Elektrik (Marokko, Deutschland) Schlagzeug, Perkussion, Keyboard, Komponist, Produzent
- 1983 Dissidenten – Germanistan Tour (Europa, Indien)
- 1982 1. Futurologischer Congress – Wer spricht (Deutschland) Schlagzeug, Perkussion, Keyboard, Komponist, Produzent & Gründer
- 1982 Dissidenten Germanistan (Deutschland, Indien) Schlagzeug, Perkussion, Keyboard, Komponist, Produzent & Gründer
- 1978 Missus Beastly & Real Ax Band beim Umsonst und draußen-Festival (Deutschland) Schlagzeug, Perkussion, Keyboard, Komponist
- 1976 (wiederveröffentlicht 2000) Real Ax Band – Move Your Ass In Time (Vereinigtes Königreich, Deutschland, Ghana) Schlagzeug, Perkussion, Keyboard, Komponist, Produzent